# Championnat des Pays-Bas féminin de football 2023-2024
Navigation
saison 2022-23 saison 2024-25
Le championnat des Pays-Bas de football féminin 2023-2024 est la dix-septième saison du championnat des Pays-Bas de football féminin. L'Ajax Amsterdam défend son titre. Le FC Utrecht rejoint la compétition et porte le nombre d'équipes à 12. Les deux premières du championnats sont qualifiées en Ligue des champions féminine de l'UEFA 2024-2025.
Le FC Twente est sacré champion des Pays-Bas en terminant à la première place en fin de saison.

## Format
Les équipes se rencontrent deux fois dans une poule unique. La championne et la vice-championne sont qualifiées pour la Ligue des champions féminine de l'UEFA. Il n'y a pas de relégation dans une division inférieure au terme de la saison.
Le FC Utrecht revient après dix années d'abscence et porte le nombre de participants à 12 équipes.

## Compétition
| Rang | Équipe              | Pts | J  | G  | N | P  | Bp | Bc | Diff |
| ---- | ------------------- | --- | -- | -- | - | -- | -- | -- | ---- |
| 1    | FC Twente S         | 56  | 22 | 18 | 2 | 2  | 56 | 21 | +35  |
| 2    | Ajax Amsterdam T C  | 54  | 22 | 17 | 3 | 2  | 62 | 20 | +42  |
| 3    | PSV Eindhoven       | 41  | 22 | 12 | 5 | 5  | 52 | 24 | +28  |
| 4    | Fortuna Sittard     | 40  | 22 | 12 | 4 | 6  | 57 | 27 | +30  |
| 5    | ADO La Haye         | 32  | 22 | 9  | 5 | 8  | 31 | 23 | +8   |
| 6    | PEC Zwolle          | 31  | 22 | 9  | 4 | 9  | 36 | 41 | -5   |
| 7    | FC UtrechtN         | 30  | 22 | 8  | 6 | 8  | 34 | 45 | -11  |
| 8    | Feyenoord Rotterdam | 24  | 22 | 7  | 3 | 12 | 26 | 34 | -8   |
| 9    | VV Alkmaar          | 21  | 22 | 5  | 6 | 11 | 28 | 38 | -10  |
| 10   | SC Heerenveen       | 19  | 22 | 5  | 4 | 13 | 15 | 38 | -23  |
| 11   | VVK/Telstar         | 12  | 22 | 3  | 3 | 16 | 16 | 69 | -53  |
| 12   | Excelsior           | 11  | 22 | 2  | 5 | 15 | 20 | 53 | -33  |

Légende
- Qualification pour le premier tour de qualification de la Ligue des champions féminine de l'UEFA 2024-2025

Abréviations
- T : Tenant du titre
- N : Nouveau club
- C : Vainqueur de la Coupe des Pays-Bas 2023-2024
- S : Vainqueur de la Supercoupe des Pays-Bas 2023